# گارنیا
گارنیا (به بلغاری: Garnya) یک منطقهٔ مسکونی در بلغارستان است که در شهرستان دریانوو واقع شده‌است.